# Lophospingus
A Lophospingus  a madarak osztályának verébalakúak (Passeriformes) rendjébe és a tangarafélék (Thraupidae) családjába tartozó nem. Besorolása vitatott, egyes rendszerezők a sármányfélék (Emberizidae) családjába sorolják.

## Rendszerezésük
A nemet Cabanis német ornitológus írta le 1878-ban, az alábbi fajok tartoznak ide: 
- feketekontyos törpekardinális (Lophospingus pusillus)
- zöldkontyos törpekardinális (Lophospingus griseocristatus)